# Río Figueroa (Rosselot)
El río Figueroa es un curso natural de agua que nace cerca del límite internacional de la Región de Aysén, en Chile,  y fluye con dirección general noroeste hasta desembocar en la ribera este del lago Rosselot.

## Trayecto
El río Figueroa nace como emisario del lago Verde (Figueroa) del cual sale desde su extremo norte. Su principal afluente es el río Pico que nace en la falda occidental del cordón divisorio interocéanico argentino, dando a la cuenca un carácter internacional.: 515–516 
El Figueroa drena la parte sureste de la cuenca del Palena.

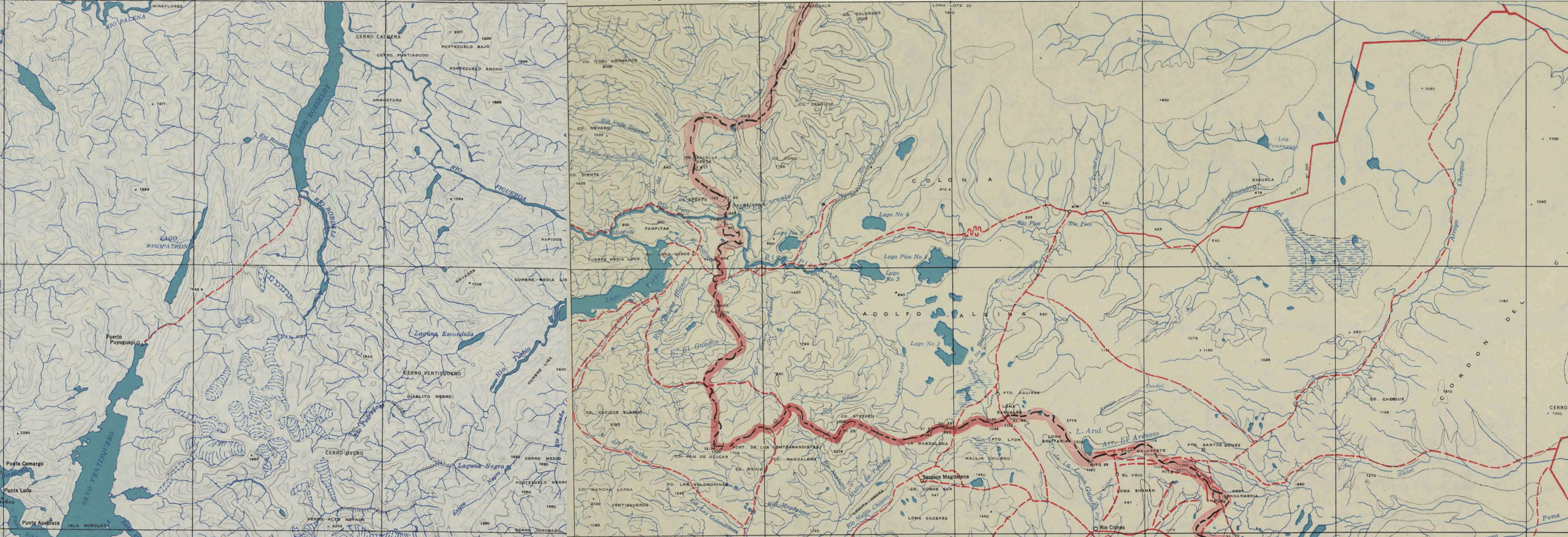
Cuenca del río Figueroa en la Patagonia, en un compuesto de secciones de dos mapas del Instituto Geográfico Militar de Chile publicados en 1952 y 1950 con una escala de 1:250000 en proyección conforme cónica Lambert.

## Caudal y régimen
Las curvas de variación estacional muestran dos máximos durante el año, en junio, la época invernal y en diciembre, la época de deshielos. Esto indica un régimen pluvio-nival.

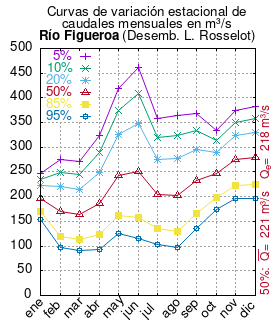
Curvas de variación estacional del río Figueroa en su desembocadura en el lago Rosselot.

El caudal del río (en un lugar fijo) varía en el tiempo, por lo que existen varias formas de representarlo. Una de ellas son las curvas de variación estacional que, tras largos periodos de mediciones, predicen estadísticamente el caudal mínimo que lleva el río con una probabilidad dada, llamada probabilidad de excedencia. La curva de color rojo ocre (con {\displaystyle {\color {Red}\vartriangle }}) muestra los caudales mensuales con probabilidad de excedencia de un 50%. Esto quiere decir que ese mes se han medido igual cantidad de caudales mayores que caudales menores a esa cantidad. Eso es la mediana (estadística), que se denota Qe, de la serie de caudales de ese mes. La media (estadística) es el promedio matemático de los caudales de ese mes y se denota {\displaystyle {\overline {Q}}}. 
Una vez calculados para cada mes, ambos valores son calculados para todo el año y pueden ser leídos en la columna vertical al lado derecho del diagrama. El significado de la probabilidad de excedencia del 5% es que, estadísticamente, el caudal es mayor solo una vez cada 20 años, el de 10% una vez cada 10 años, el de 20% una vez cada 5 años, el de 85% quince veces cada 16 años y la de 95% diecisiete veces cada 18 años. Dicho de otra forma, el 5% es el caudal de años extremadamente lluviosos, el 95% es el caudal de años extremadamente secos. De la estación de las crecidas puede deducirse si el caudal depende de las lluvias (mayo-julio) o del derretimiento de las nieves (septiembre-enero).

## Historia
Luis Risopatrón lo describe en su Diccionario jeográfico de Chile (1924):: 334 
Figueroa (Río). De aguas blancas, formado por el río Pico i otros afluentes, corre hacia el W, se encorva al NW y se vácia en la orilla W de la parte N del lago Rosselot, del Palena.

## Población, economía y ecología
En la cuenca del río, el año 2024 se inauguró un parque privado, con enfoque educativo y de conservación, llamado "La Bella Patagonia".